# Marmosa germana
Marmosa germana és una espècie d'opòssum de la família dels didèlfids. Viu al sud-est de Colòmbia, l'est de l'Equador i el nord-est del Perú. Els seus hàbitats naturals són les selves pluvials perennifòlies de plana i altres paisatges propis de la selva amazònica occidental. Té el pelatge dorsal força més marronós que el de les altres espècies del gènere Marmosa i una mida comparable a la de la marmosa d'Alston (M. alstoni). De mitjana, la llargada de la cua supera la llargada de cap a gropa en un 43%.